# Hypsiboas pulchellus
Espèce
Synonymes
- Hyla pulchella Duméril & Bibron, 1841
- Hyla leucomelas Duméril & Bibron, 1841
- Hyla agrestis Bell, 1843
- Hyla vautieri Bibron in Bell, 1843
- Hyla albovittata Lichtenstein & Martens, 1856
- Hyla leucotaenia Burmeister, 1861
- Hyla bracteator Hensel, 1867
- Hyla mocquardi Günther, 1901

Statut de conservation UICN

 LC  : Préoccupation mineure
Hypsiboas pulchellus est une espèce d'amphibiens de la famille des Hylidae.

## Répartition
Cette espèce se rencontre, :
- en Argentine dans les provinces de Misiones, du Chaco, de Buenos Aires, de Córdoba, de Corrientes, d'Entre Ríos, de La Pampa et de Santa Fe ;
- en Uruguay ;
- au Brésil dans les États du Rio Grande do Sul et de Santa Catarina ;

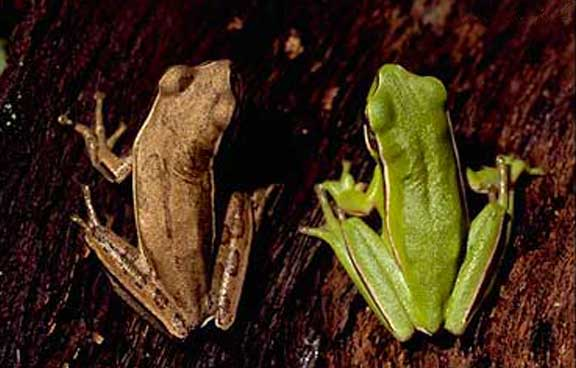
Hypsiboas pulchellus

- dans le sud du Paraguay.

## Publication originale
- Duméril & Bibron, 1841 : Erpétologie générale ou Histoire naturelle complète des reptiles, vol. 8, p. 1-792 (texte intégral).